# فرودگاه بیرمنگام
فرودگاه بیرمنگام (به انگلیسی: Birmingham Airport) یک فرودگاه همگانی مسافربری با کد یاتا BHX است که یک باند فرود آسفالت دارد و طول باند آن ۲۵۹۹ متر است. این فرودگاه در شهر بیرمنگام کشور انگلستان قرار دارد و در ارتفاع ۱۰۰ متری از سطح دریا واقع شده‌است.

## شرکت‌های هواپیمایی و مقصدهای پروازی

### مسافری
The following airlines operate regular scheduled and charter services to and from Birmingham:
| شرکت‌های هواپیمایی                                     | مقصدهای پروازی |
| ----------------------------------------------------- | --- |
| ایجین ایرلاینز                                        | فصلی: آتن |
| ایر لینگاس                                            | دوبلین |
| Aer Lingus Regional اجرا توسط استوبارت ایر            | کرک، دوبلین، شنن |
| ایر فرانس                                             | شارل دوگل پاریس |
| ایر فرانس اجرا توسط هاپ!                              | شارل دوگل پاریس |
| ایر ایندیا                                            | سری گرو رام داس جی، ایندیرا گاندی |
| ایر مالتا                                             | فصلی: مالت |
| Air Transat                                           | فصلی: پیرسون تورنتو |
| آلبااستار                                             | فصلی: پالما د مایورکا |
| آسترین ایرلاینز                                       | فصلی: اینسبروک |
| بی‌اچ ایر                                              | فصلی: بورگاس |
| بلو ایر                                               | هنری کواندا، کلوژ-نپوکا، لارناکا |
| بی‌ام‌آی رجیونال                                        | گوتنبرگ-لاندوتر، گراتس، نورنبرگ |
| بریتیش ایرویز اجرا توسط بی‌ای سیتی‌فلایر                | فصلی: پره‌تولا، ایبیزا، مالاگا، پالما د مایورکا |
| بروکسل ایرلاینز                                       | بروکسل |
| بروکسل ایرلاینز اجرا توسط فلای‌بی                      | بروکسل |
| بروکسل ایرلاینز اجرا توسط Cityjet                     | بروکسل |
| بروکسل ایرلاینز اجرا توسط بی‌ام‌آی رجیونال              | بروکسل |
| CityJet                                               | چارتر فصلی: اینسبروک |
| Cobalt Air                                            | لارناکا |
| چک ایرلاینز                                           | پراگ رازیون |
| ایزی‌جت                                                | بلفاست، ژنو فصلی: گرنوبل-ایزره |
| easyJet Switzerland                                   | ژنو |
| هواپیمایی امارات                                      | دوبی |
| یورو وینگز                                            | دوسلدورف |
| یورو وینگز اجرا توسط Eurowings Europe                 | وین فصلی: زالتسبورگ (آغاز از ۹ دسامبر ۲۰۱۷) |
| یورو وینگز اجرا توسط جرمن‌وینگز                        | برلین تگل (آغاز از ۱ دسامبر ۲۰۱۷), دوسلدورف |
| Evelop Airlines                                       | فصلی: پالما د مایورکا |
| فلای‌بی                                                | آبردین، اسخیپول آمستردام، شهری جورج بست بلفاست، برلین تگل، دوسلدورف، ادینبرو، گلاسگو، گوئرنزی، هامبورگ، هانوفر، اینورنس، جرزی، ایرلند غربی، لیون-سینت اگزوپری، میلانو مالپنسا، شارل دوگل پاریس، اشتوتگارت، تولوز-بلانیاک فصلی: اوینیون–کمن، باستیا – پورتا، برژراک دردونژ پریگورد، بیاریتس – انگلت – بییون، بوردو–مریگناک، برست برتانی، شامبری ساووی، ژنو، اینسبروک، ایرلند غربی، لا روشل – ایل دو ر، لیموگس - بلگراد، لوگزامبورگ - فیندل، مادرید-باراخاس، مونیخ، نانت آتلانتیک، نیس کوت دازور، نیوکوئی کورنوال، پراگ رازیون، رن - سن-ژاک، ورونا، وین، شوپن ورشو، زاگرب، زوریخ |
| فلای‌بی اجرا توسط استوبارت ایر                         | جزیره من |
| FlyOne                                                | کیشیناو |
| فری‌برد ایرلاینز                                       | چارتر فصلی: آنتالیا |
| Germania                                              | فصلی: شامبری ساووی |
| ایبریا اکسپرس                                         | مادرید-باراخاس |
| ایسلندایر                                             | کفلاویک |
| جت۲.کام                                               | آلیکانته-الچه, فوئرته‌ونتورا، کریستیانو رونالدو (آغاز از ۳۰ اکتبر ۲۰۱۷)، گرن کناریا، جان پل دوم کراکوف-بالیس (آغاز از ۳ نوامبر ۲۰۱۷), لانزاروته، مالاگا، پراگ رازیون (آغاز از ۳ نوامبر ۲۰۱۷), تنریف جنوبی فصلی: آلمریا (آغاز از ۳ مه ۲۰۱۸), آنتالیا (آغاز از ۳۰ مارس ۲۰۱۸), دالامان (آغاز از ۴ مه ۲۰۱۸), فارو، ژنو (آغاز از ۱۶ دسامبر ۲۰۱۷), جیرونا-کاستا براوا، گرنوبل-ایزره (آغاز از ۲۴ دسامبر ۲۰۱۷), هراکلین، ایبیزا، جزیره کوس (آغاز از ۳ مه ۲۰۱۸), لارناکا (آغاز از ۳۱ مارس ۲۰۱۸), مالت (آغاز از ۱ آوریل ۲۰۱۸), منورکا، ناپل (آغاز از ۲ مه ۲۰۱۸), لیبرتی نیوآرک (Begins ۲۲ نوامبر ۲۰۱۷), پالما د مایورکا, پافوس، گالیله (آغاز از ۶ مه ۲۰۱۸), رئوس، رود، لئوناردو دا وینچی-فیومیچینو (آغاز از ۳۰ مارس ۲۰۱۸), زالتسبورگ (آغاز از ۲۳ دسامبر ۲۰۱۷), اسپلیت (آغاز از ۶ مه ۲۰۱۸), سالونیک (آغاز از ۳ مه ۲۰۱۸), تورین کاسله (آغاز از ۲۴ دسامبر ۲۰۱۷), زاکینثوس (آغاز از ۵ مه ۲۰۱۸) |
| کاال‌ام                                                | اسخیپول آمستردام |
| کاال‌ام اجرا توسط کی‌ال‌ام سیتی‌هاپر                      | اسخیپول آمستردام |
| کاال‌ام اجرا توسط CityJet                              | اسخیپول آمستردام |
| لوفت‌هانزا                                             | فرانکفورت، مونیخ |
| لوفت‌هانزا رجینال اجرا توسط لوفت‌هانزا سیتی‌لاین         | مونیخ |
| مونارک ایرلاینز                                       | آلیکانته-الچه، بارسلونا-ال پرات، فارو، فوئرته‌ونتورا، کریستیانو رونالدو، گرن کناریا، لانزاروته، لارناکا، لیسبون پورتلا، مالاگا، لئوناردو دا وینچی-فیومیچینو، استکهلم-آرلاندا، تنریف جنوبی فصلی: دالامان، دوبروونیک، جبل‌الطارق، گرنوبل-ایزره، هراکلین، ایبیزا، اینسبروک، کیتیلا (آغاز از ۱ دسامبر ۲۰۱۷)، مادرید-باراخاس، منورکا، ناپل، نیس کوت دازور، پالما د مایورکا، پافوس، فرنسیسکو جسا کارنئیرو، ملی اکتیون، رود، زالتسبورگ، اسپلیت، تورین کاسله، والنسیا، ونیز مارکو پولو |
| نروجین ایر شاتل اجرا توسط Norwegian Air International | بارسلونا-ال پرات، مالاگا، تنریف جنوبی |
| هواپیمایی بین‌المللی پاکستان                           | بینظیر بوتو |
| پریمرا ایر                                            | لوگان (آغاز از ۲۲ ژوئن ۲۰۱۸), لیبرتی نیوآرک (آغاز از ۱۸ مه ۲۰۱۸) |
| هواپیمایی قطر                                         | حمد |
| رایان‌ایر                                              | آلیکانته-الچه، بارسلونا-ال پرات، ام. آر. استفانیک، ایگناسی یان پادرفسکی بیدگوشچ، دوبلین، فارو، فوئرته‌ونتورا، گدایسک لخ والسا، گرن کناریا، کاتوویتس، جان پل دوم کراکوف-بالیس، لانزاروته، مادرید-باراخاس، مالاگا، مالت، مورسیا-سان یاویر، پالما د مایورکا، صوفیه، تنریف جنوبی، ورونا، ویلنیوس، وارساو مادلن فصلی: خانیا، کورفو، جیرونا-کاستا براوا، ایبیزا، رئوس، پرپینیان-ریوسالت، فرنسیسکو جسا کارنئیرو |
| هواپیمایی اسکاندیناوی                                 | کپنهاگ |
| Small Planet Airlines                                 | چارتر فصلی: پادربورن لیپشتات |
| سوئیس اینترنشنال ایرلاینز                             | زوریخ |
| سوئیس اینترنشنال ایرلاینز اجرا توسط Helvetic Airways  | زوریخ |
| Thomas Cook Airlines                                  | آنتالیا، دالامان، فارو، فوئرته‌ونتورا، غردقه، لانزاروته، مرسی عالم (آغاز از ۶ نوامبر ۲۰۱۷), تنریف جنوبی فصلی: آلمریا، بانجول، میلاس-بودروم (آغاز از ۴ مه ۲۰۱۸), بورگاس، کومیسو، کورفو، جیرونا-کاستا براوا (آغاز از ۴ مه ۲۰۱۸), گرن کناریا، گرنوبل-ایزره، هراکلین، ایبیزا، عدنان مندرس، کالاماتا، سفلوونیا، جزیره کوس، لارناکا، مالت، منورکا، موتیلنه، ناپل، پالما د مایورکا، پافوس، رئوس، رود، امیلکر کبرل (آغاز از ۲ نوامبر ۲۰۱۷), زالتسبورگ، ملی سادورینی، سالونیک (آغاز از ۶ مه ۲۰۱۸), تورین کاسله، وارنا (آغاز از 2۲ مه ۲۰۱۸), زاکینثوس |
| Thomson Airways                                       | آلیکانته-الچه، رابیل، کانکون، کینتانا رو، فوئرته‌ونتورا، کریستیانو رونالدو، گرن کناریا، غردقه، لانزاروته، مالاگا، مراکش-منارا، سنگستر، اورلندو سنفورد، پافوس، امیلکر کبرل، تنریف جنوبی فصلی: فرتیلیا، آنتالیا، گرانتلی ادمز، میلاس-بودروم، بورگاس، کاتانیا-فونتاناروسا، شامبری ساووی، خانیا، کورفو، دالامان، دوبروونیک، آل مکتوم، انونتکیو، فارو، ژنو، کریستف کلمب جنوا، جیرونا-کاستا براوا، دابولیم (آغاز از ۹ نوامبر ۲۰۱۷), هراکلین، ایبیزا، اینسبروک، کاوالا، سفلوونیا، کیتیلا، جزیره کوس، لارناکا، مالت، منورکا، ناپل، پالما د مایورکا، پوکت (آغاز از ۸ نوامبر ۲۰۱۷), پودگوریتسا (آغاز از 1۶ مه ۲۰۱۸), پورتو سانتو، پولا، پونتا کانا، رئوس، رود، رونیمی، زالتسبورگ، ملی سادورینی، ملی جزیره اسکیاتوس، صوفیه، تولوز-بلانیاک، تورین کاسله، ورونا، زاکینثوس |
| تایتان ایرویز                                         | چارتر فصلی: شامبری ساووی |
| ترکیش ایرلاینز                                        | آتاترک |
| هواپیمایی ترکمنستان                                   | عشق‌آباد |
| یونایتد ایرلاینز                                      | لیبرتی نیوآرک (پایان در ۵ اکتبر ۲۰۱۷) |
| ویولینگ                                               | بارسلونا-ال پرات، اورلی فصلی: آلیکانته-الچه، مالاگا، تنریف جنوبی |
| ویز ایر                                               | هنری کواندا، بوداپست فرنک لیست، پوزنان-لاویکا، صوفیه، شوپن ورشو، وروتسواف کوپرنیکوس |

### باری
| شرکت‌های هواپیمایی              | مقصدهای پروازی          |
| ------------------------------ | ----------------------- |
| فدکس اکسپرس                    | منچستر، شارل دوگل پاریس |
| فدکس اکسپرس اجرا توسط Swiftair | بلفاست                  |